# Hudong–Zhonghua Shipbuilding
Hudong–Zhonghua Shipbuilding (en español: Astilleros de Hudong–Zhonghua) es una subsidiaria de China State Shipbuilding Corporation (CSSC). Produce barcos civiles y militares. Hudong-Zhonghua afirma ser la "cuna de las fragatas y barcos de desembarco chinos" por su trabajo para la Armada del Ejército Popular de Liberación.